# Diocèse de Lot-et-Garonne
Cet article court présente un sujet plus développé dans : Diocèse d'Agen et Ancien diocèse de Condom.
Le diocèse de Lot-et-Garonne est un ancien diocèse de l'Église constitutionnelle en France. Créé par la constitution civile du clergé de 1790, il est supprimé à la suite du concordat de 1801. Il couvrait le département de la Lot-et-Garonne. Le siège épiscopal était Agen.